# Namenloses Ensemble
Das namenlose Ensemble war eine Wiener Kabarettgruppe, die in den 1950er Jahren in Österreich erfolgreich war.

## Geschichte
Das Ensemble wurde im Jahre 1952 von Gerhard Bronner gegründet und stellte ein Gegengewicht zum „Simpl“ rund um Karl Farkas dar. Gemeinsam mit Michael Kehlmann, Carl Merz und Helmut Qualtinger brachte Bronner im Wiener „Kleinen Theater im Konzerthaus“ zunächst das Kabarett-Programm „Brettl vor’m Kopf“ heraus, das am 12. November 1952 Premiere hatte. Die Kabarettisten agierten gleichzeitig als Autoren, Komponisten und Musiker. So stammte etwa die Musik von Bronner, die er auch an einem der beiden Klaviere spielte, während Kehlmann Regie führte und Merz als Conférencier wirkte.
Anschließend kam es zu einer Spielpause, weil Bronner und Kehlmann im ersten und einzigen Fernsehstudio des deutschen Sprachraumes in Hamburg arbeiten wollten.
Im Jahre 1956 kehrte Bronner zurück und pachtete gemeinsam mit Georg Kreisler das „Intime Theater“ in der Liliengasse, wo das neue Programm „Blattl vor’m Mund“, nun ohne Kehlmann, aber mit Georg Kreisler und Peter Wehle am 3. Oktober 1956 Premiere hatte. Louise Martini verstärkte ab nun als Ensemblemitglied die namenlose Truppe.
Am 3. Oktober 1957 hatte das „Glasl vor’m Aug“, das vom jungen Medium Fernsehen ausgestrahlt wurde, im Intimen Theater Premiere, ehe dem Ensemble im Jahre 1958 der Pachtvertrag für das Theater gekündigt wurde.
Zwischen Oktober 1958 und Sommer 1959 wurden acht Folgen der Kabarett-Reihe „Spiegel vor’m G’sicht“ im Fernsehen (ORF) ausgestrahlt, die zunächst aus dem „Bürgertheater“, später aus dem „Stadttheater“ (Etablissement Ronacher) übertragen wurden. Das Kabarett erreichte damit neue Publikumsschichten und erntete ungeahnte Erfolge.
Im Jahre 1959 übersiedelte die Truppe ins „Neue Theater am Kärntnertor“, wo das Programm „Dachl überm Kopf“ am 7. Oktober Premiere hatte. In dieser Zeit waren weitere bekannte Kabarettisten wie Kurt Sobotka, Kurt Jaggberg oder Johann Sklenka Mitglieder des Ensembles.
Am 12. Oktober 1960 hatte die letzte Kabarett-Revue „Hackl vor’m Kreuz“ des namenlosen Ensembles Premiere, ehe sich die Kabarett-Truppe im Jahre 1961 auflöste, weil Martini, Merz und Qualtinger nicht mehr mitmachen wollten. Die letzten bis heute bekannt gebliebenen Bronner-Chansons „Der g’schupfte Ferdl“, „Der Bundesbahnblues“ oder „Der Papa wird’s schon richten“ sind legendär geworden.